# Emo
|  | For den irske by, se Emo (Irland) |
Emo (forkortelse på engelsk: emotional (emotionel/følelsesmæssig), oprindelig fransk: esmotion 1570–1580) var oprindeligt en subgenre af hardcore punk, som opstod i starten/midten af 1980'erne og senere udviklet sig til en mere omfattende identitet/livsstil.

## Musikgenre
De allerførste emo-bands regnes for at være enten Rites of Spring, Embrace der alle kom fra Washington D.C. og udkom på pladeselskabet Dischord. Disse bands adskilte sig fra de andre hardcore punk-bands på denne tid ved at lade deres aggressioner og frustration komme til udtryk på en mere emotionel måde, deraf navnet emocore. Betegnelsen emocore var oprindeligt et nedladende udtryk, som blev brugt til at gøre grin med de hardcore punk-bands, der havde et emotionelt udtryk. Embrace og Rites of Spring startede genren og er dermed førstegenerations emo-bands. Medlemmer fra disse bands dannede senere hen post-hardcore bandet Fugazi.
I kølvandet på disse tidlige emo bands opstod nye grupper som eksempelvis Policy of Three, Julia, Moss Icon og Inkwell. Deres lyd var længere væk fra den oprindelige hardcore punk end Embrace og Rites of Spring. Musikken var mere dynamisk, og der blev lagt stor vægt på stemning og atmosfære. I dag er det nemt at høre inspirationen fra disse bands hos navne som Sinaloa, End of a Year, Bullets In, Catena Collapse, og mange flere. Det lyriske element i emo kan både være meget personligt, men også meget politisk.
På trods af, at emo er en subgenre af hardcore punk, har emo også selv affødt diverse subgenrer.
For det første den mere poppede emo/indie genre man kender fra bands som Braid, Cap'n Jazz, Boys life, Texas is the Reason og the promise ring, men også den mere aggressive genre ved navn screamo (Saetia, You and I, Orchid, Heroin, Angel Hair, osv.) er en subgenre af emo.
Emo bliver ofte forvekslet med genren post-hardcore, som dog er en anden genre.
Det ses ofte at emo bands blander elementer fra andre subgenrer ind i deres musik. Eksempelvis math rock og post-rock.

## Livsstil
Som identitet/livsstil havde emo rødder i fællesskaber omkring nogle emo bands (ikke at forbinde med ovenstående musikgenre), der brød igennem omkring 2000, som også til dels var påvirket af grunge bølgen i 1990'erne. Vigtige bands på dette tidspunkt var Jimmy Eat World og Dashboard Confessional. Senere har bands som Fall Out Boy og Tokio Hotel været tæt knyttet til den moderne subkultur. Som livsstil er emo tæt forbundet med mørke farver, sort tøj, sort hår og sort makeup. Sociologisk regnes emo i dag som en subkultur, og personerne i disse miljøer er ofte teenagere på udkanten af samfundet. Et ofte brugt synonym for emo er scene, hvilket dog modsat emo karakteriseres som meget farverige.